# Eublemma amphidasys
Eublemma amphidasys is een vlinder van de familie van de spinneruilen (Erebidae). De wetenschappelijke naam van deze soort is voor het eerst voorgesteld door Alfred Jefferis Turner in een publicatie uit 1933.
De soort komt voor in Australië (Queensland).